# 東京國際大學
東京國際大學（日语：／ Tōkyō kokusai daigaku ?）是於1965年设立的日本私立大学，位于琦玉县川越市，大学简称为“TIU”。东京国际大学起初只开设有商学院的商学科。如今，学校已经成长为拥有5个学院，10个学科，5个研究生院研究科，学生数量超过6000名的大规模大学。

## 學部與學科
東京國際大學創校48多年，是一所文科綜合大學。前身為國際商科大學。
目前，設有商學院、經濟學院、國際關係學院、人類社會學院，和相關研究所（博士班、碩士班）等。各校區都引進最新資訊設備，完成多媒體教學系統。學生可以在一流的大學環境中，選修深造。
- 商學部
  - 商學科
  - 會計金融學科
- 經濟學部
  - 經濟學科
  - 國際經濟學科
- 言語交流學部
  - 英語交流學科
  - 中國言語文化學科
- 人類社會學部
  - 福祉心理學科
  - 人類運動學科
- 國際關係學部
  - 國際關係學科
  - 國際媒體學科

## 研究所
- 商學研究所
- 經濟學研究所
- 國際關係學研究所
- 社會學研究所
- 臨床心理學研究所

## 著名校友
- 橫山秀夫（小說家）
- 末川久幸（資生堂董事長）
- 劉学亮（比亚迪亚太事业部总经理）
- 林灿铃（中国政法大学教授，防城港市副市长）
- 浪川大輔（聲優）

## 外部連結
- 東京國際大學網站 （页面存档备份，存于）